# Europa Cup (korfbal) 2005
De Europacup korfbal 2005 was de 20e editie van dit internationale zaalkorfbaltoernooi.

## Deelnemers

### Poule A
| Club        | Plaats        | Poule |
| ----------- | ------------- | ----- |
| AKC         | Antwerpen     | A     |
| MAFC        | Boedapest     | A     |
| Pierrelatte | Saint-Étienne | A     |
| Mitcham     | Londen        | A     |

### Poule B
| Club                 | Plaats           | Poule |
| -------------------- | ---------------- | ----- |
| Fortuna/Tempus       | Delft            | B     |
| KCC České Budějovice | České Budějovice | B     |
| Benfica              | Lissabon         | B     |
| Orel STU             | Orjol            | B     |

## Poulefase Wedstrijden

### Poule A
| Thuisploeg  |   | Uitploeg | Uitslag |
| ----------- | - | -------- | ------- |
| Mitcham     | - | MAFC     | 15-10   |
| Pierrelatte | - | AKC      | 11-31   |
| AKC         | - | MAFC     | 33-9    |
| Pierrelatte | - | Mitcham  | 13-23   |
| AKC         | - | Mitcham  | 28-12   |
| Pierrelatte | - | MAFC     | 13-24   |

### Poule B
| Thuisploeg       |   | Uitploeg | Uitslag |
| ---------------- | - | -------- | ------- |
| Fortuna          | - | Benfica  | 29-12   |
| České Budějovice | - | Orel STU | 18-9    |
| Benfica          | - | Orel STU | 16-13   |
| České Budějovice | - | Fortuna  | 12-33   |
| Fortuna          | - | Orel STU | 26-18   |
| České Budějovice | - | Benfica  | 15-21   |

## Finales
| 7e&8e plaats |             |    |
|              |             |    |
| A4           | Pierrelatte | 5  |
| B4           | Orel STU    | 21 |

| 5e&6e plaats |                  |    |
|              |                  |    |
| A3           | MAFC             | 13 |
| B3           | České Budějovice | 16 |

| 3e&4e plaats |         |    |
|              |         |    |
| A2           | Mitcham | 12 |
| B2           | Benfica | 22 |

| Finale |         |    |
|        |         |    |
| A1     | AKC     | 14 |
| B1     | Fortuna | 24 |

| Kampioen EuropaCup 2005 |
| ----------------------- |
| Fortuna Tweede titel    |

## Eindklassement
| Positie | Club             |
| ------- | ---------------- |
| Goud    | Fortuna          |
| Zilver  | AKC              |
| Brons   | Benfica          |
| 4       | Mitcham          |
| 5       | České Budějovice |
| 6       | MAFC             |
| 7       | Orel STU         |
| 8       | Pierrelatte      |